# Zdzieszowice
Zdzieszowice (niem. Deschowitz) – miasto w województwie opolskim, w powiecie krapkowickim, siedziba gminy miejsko-wiejskiej Zdzieszowice. W latach 1975–1998 miasto administracyjnie należało do starego woj. opolskiego. Na terenie miasta znajdują się zakłady koksownicze będące największą pod względem produkcji koksownią w Polsce i Europie.
Według danych GUS z 1 stycznia 2024 r. miasto miało 10 157 mieszkańców.

## Położenie

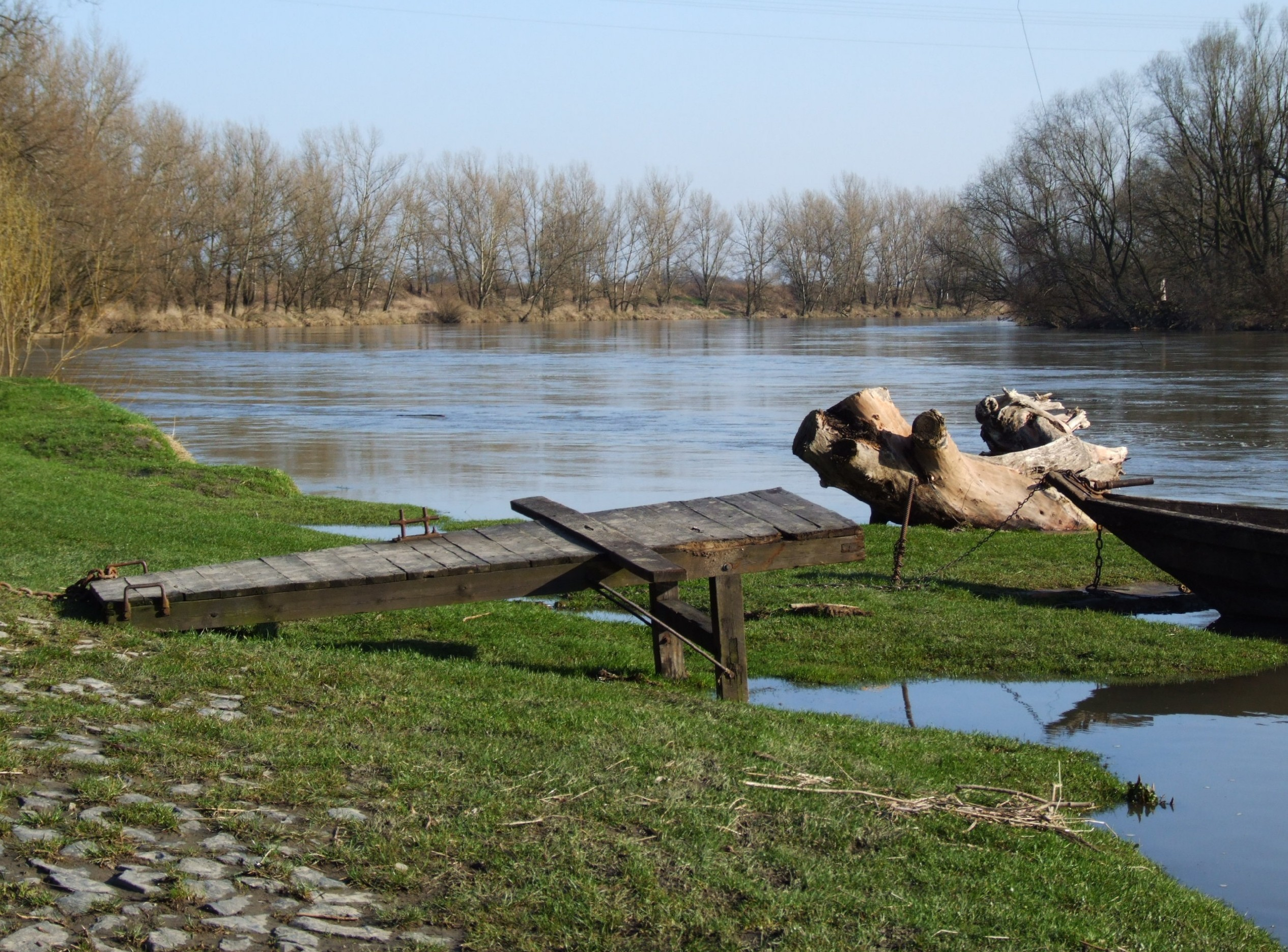
Odra w Zdzieszowicach

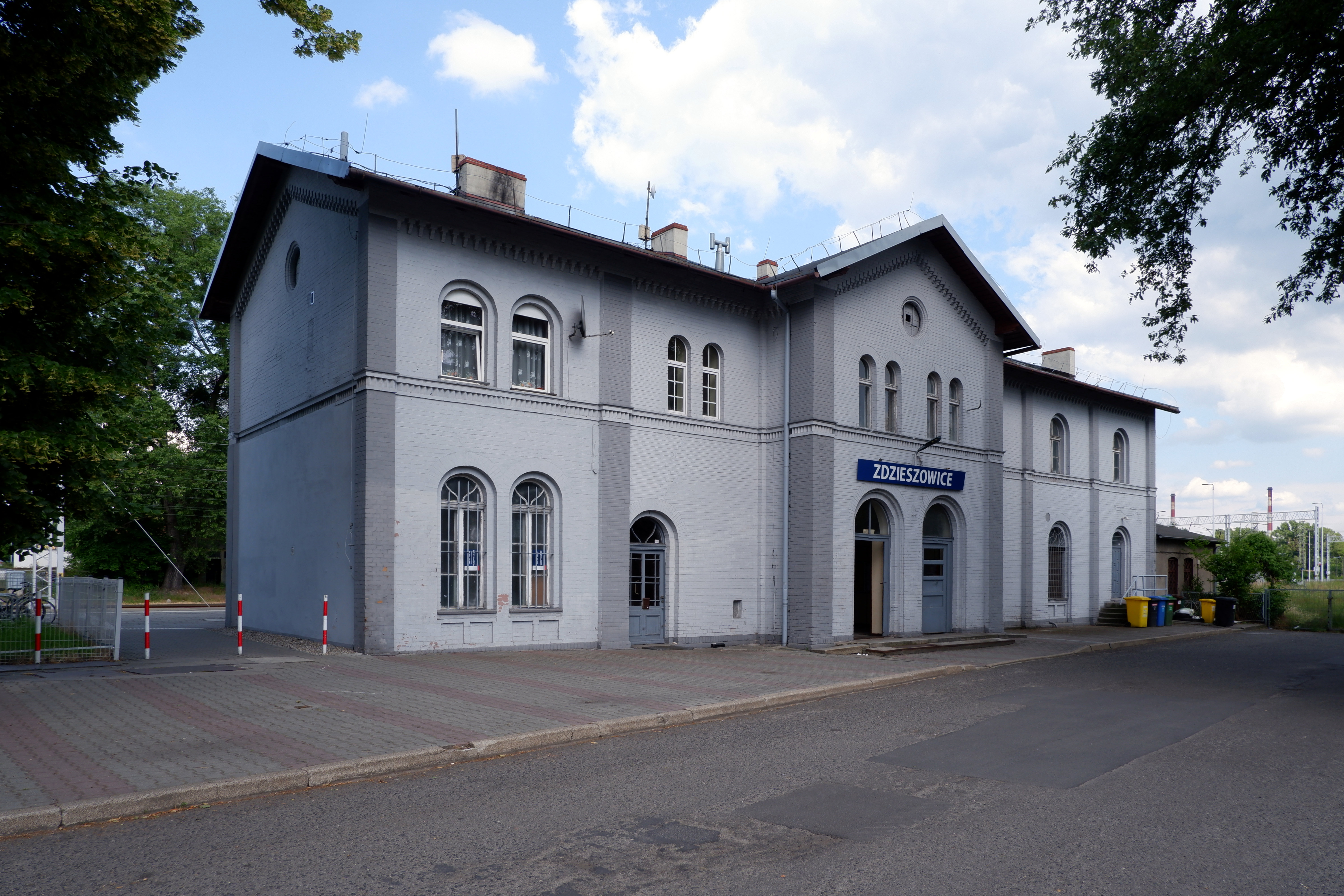
Stacja kolejowa Zdzieszowice

Zdzieszowice to miasto położone w środkowo-wschodniej części województwa opolskiego w powiecie krapkowickim. Miasto leży w rolniczo-przemysłowej okolicy i jest ośrodkiem administracyjnym, kulturalnym i gospodarczym dla okolicznych miejscowości. Zdzieszowice leżą przy drodze wojewódzkiej nr 423: Krapkowice – Kędzierzyn-Koźle. W pobliżu miasta przebiega autostrada A4 oraz droga krajowa nr 45 (Opole – Racibórz).
W Zdzieszowicach (od listopada 1845) istnieje stacja kolejowa położona w ciągu 2-torowej, zelektryfikowanej w grudniu 1961, linii kolejowej nr 136 łączącej Kędzierzyn-Koźle i Opole Groszowice.
Według danych z 1 stycznia 2011 r. powierzchnia miasta wynosiła 12,35 km².
Prom na Odrze w Zdzieszowicach jest jedynym w województwie ręcznym promem dolnonapędowym, jednak nie jest unikatem na skalę europejską (taka opinia pojawia się w niektórych źródłach)

## Geologia
Na terenie Zdzieszowic istnieją dwa ozy, część miasta leży w obrębie terasów Odry.

## Nazwa miasta
Pierwsza wzmianka o miejscowości w formie Zdzessowicz pochodzi z 1386 roku. Przez lata ulegała ona modyfikacjom. Nazwa została zniemczona jako Deschowitz. Pod wpływem niemieckim pojawiła się wtórna starośląska forma Dzieszowice. W 1936 roku nazwa Deschowitz zastąpiona została przez nazistowską administrację III Rzeszy nazwą Odertal (Dolina Odry).
Nazwa wywodzi się od nazwy osobowej Zdziech, która pochodzi od imion złożonych typu Zdziesław, Zdzisław.
W alfabetycznym spisie miejscowości na terenie Śląska wydanym w 1830 roku we Wrocławiu przez Johanna Knie miasto występuje pod polską nazwą Dzieszowic oraz niemiecką formą Dzieschowitz. Spis wymienia również kolonię leżącą w pobliżu miejscowości o nazwie Solownia. Spis geograficzno-topograficzny miejscowości leżących w Prusach z 1835 roku, którego autorem jest J.C. Müller notuje polską nazwę miejscowości Dzieszowic oraz niemiecką nazwę – Dzieschowitz.
Obecna nazwa została administracyjnie zatwierdzona 7 maja 1946

## Historia

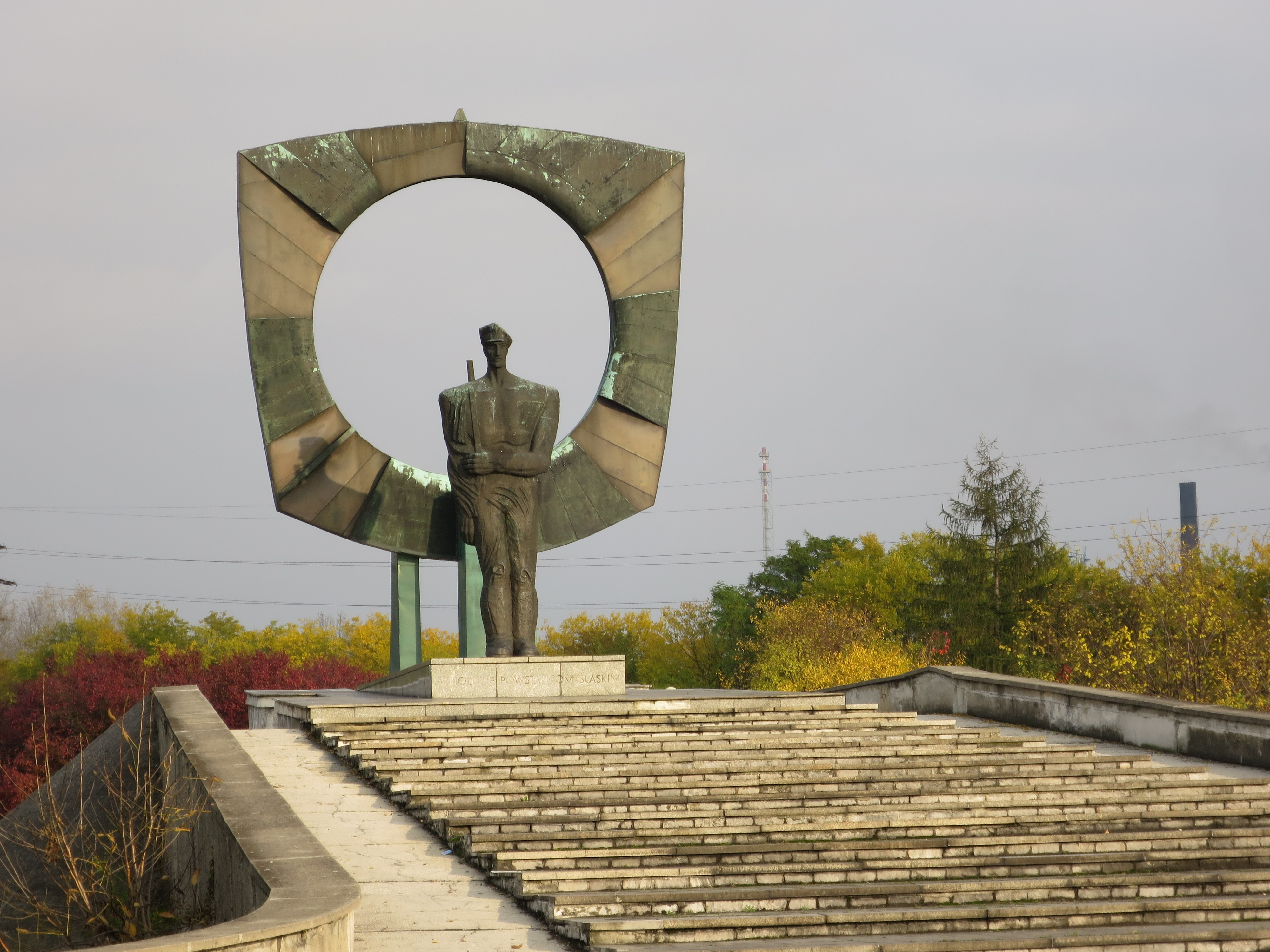
Pomnik Powstańca Śląskiego odsłonięty w 1981

W 1910 roku w miejscowości mieszkało 1567 mieszkańców, z czego 1202 mówiło językiem polskim, 19 polskim i niemieckim, a 346 niemieckim. W wyborach komunalnych, jakie odbyły się w listopadzie 1919 roku, na ogólną liczbę 357 głosów 276 oddano na listę polską, która uzyskała w ten sposób 7 z 9 mandatów. W 1919 roku w miejscowości działały polskie organizacje: Kółko Rolnicze oraz regionalne koło Związku Rolników Polskich. Podczas plebiscytu na Śląsku swoje głosy oddało 1015 osób, w tym 164 urodzonych, ale nie mieszkających w Zdzieszowicach. Za Polską głosowało 479 wotantów, a za Niemcami 533.
Miejscowość objęły zacięte walki w czasie III powstania śląskiego. W bitwie w okolicach miejscowości obie strony użyły pociągów pancernych. Ostatecznie powstańcy zostali wyparci z miejscowości i przenieśli się w okolice Ortowic.
6 kwietnia 1945 Ministerstwo Bezpieczeństwa Publicznego utworzyło Centralne Obozy Pracy. Obóz pracy nr 281 powstał w Zdzieszowicach.
26 marca 1993 roku podczas zjazdu Krajowego Porozumienia Komisji Zakładowych NSZZ „Solidarność” w Zdzieszowicach prezydent Lech Wałęsa założył Bezpartyjne Forum na Rzecz Reform, które było zalążkiem powstałego trzy miesiące później BBWR.
Burmistrzem miasta nieprzerwanie od 1990 do 2014 roku był Dieter Przewdzing, który 18 lutego 2014 roku został brutalnie zamordowany.

## Burmistrzowie
- Dieter Przewdzing (1990−2014)[16]
- Sybila Zimerman (2014−2024)
- Sylwester Gidel (2024−)

## Demografia
Według danych z 31 grudnia 2010 r. miasto miało 12 908 mieszkańców.

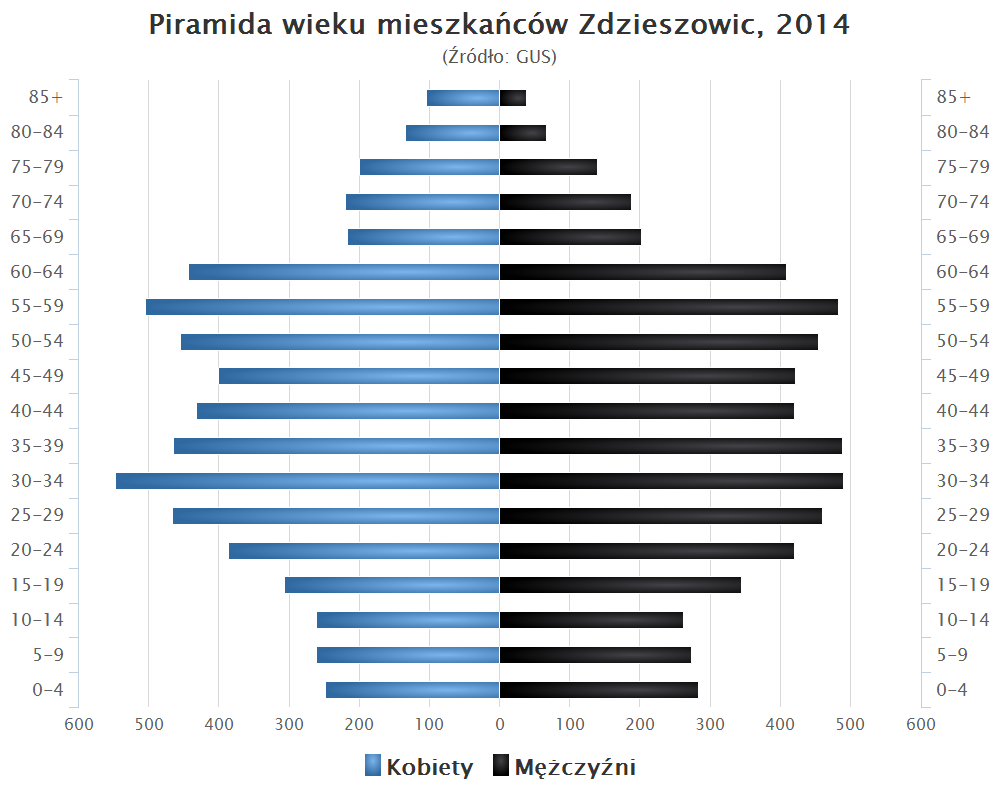
Piramida wieku mieszkańców Zdzieszowic w 2014 roku

## Zabytki

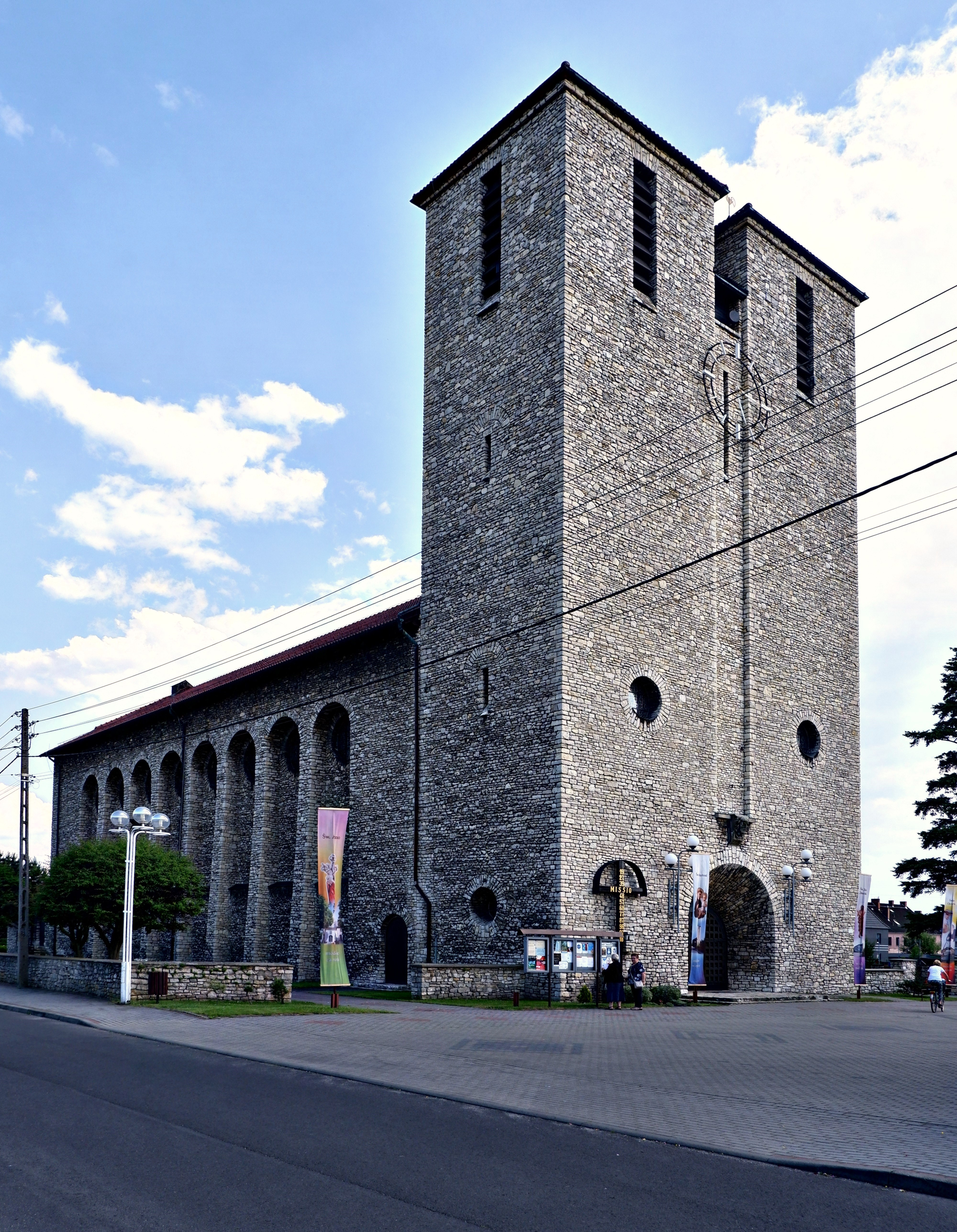
Kościół pw. św. Antoniego

Zdzieszowice są miastem ubogim w zabytki. Do wojewódzkiego rejestru zabytków wpisane są:
- mogiła zbiorowa powstańców śląskich, na cmentarzu katolickim, przy ul. Solownia
- park pałacowy, z czwartej ćw. XIX/XX w.

Inne obiekty to:
- kościół pw. św. Antoniego, pochodzący z 1937 r.
- kapliczka dzwonnicza z XIX w.
- budynek Urzędu Miasta i Gminy wraz z przylegającym dawnym kościołem parafialnym
- kilkadziesiąt zabytkowych domów robotniczych
- pomnik Powstańca Śląskiego, autorstwa Jana Borowczaka.

## Gospodarka

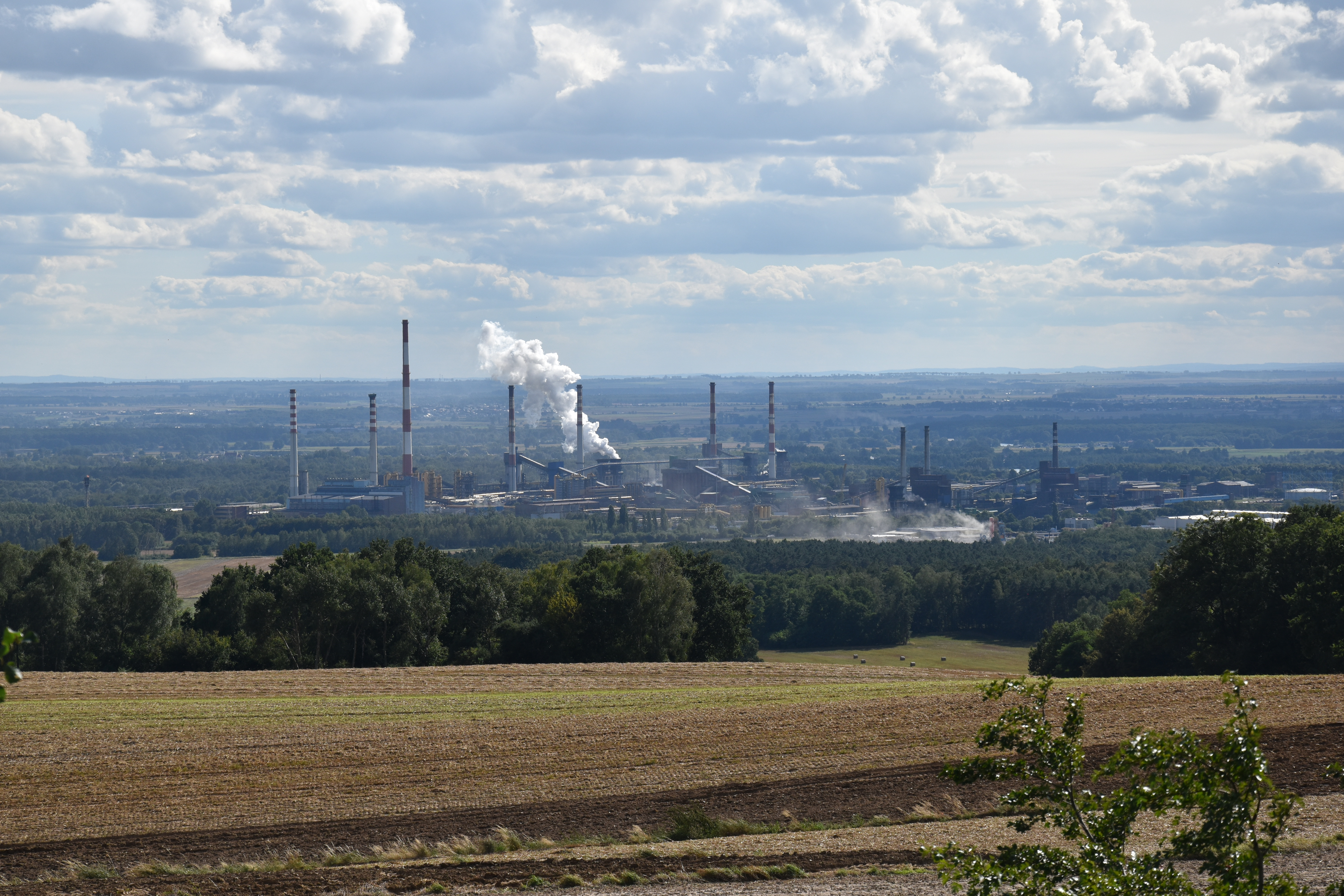
Zakłady Koksownicze „Zdzieszowice”, widok z Góry św. Anny

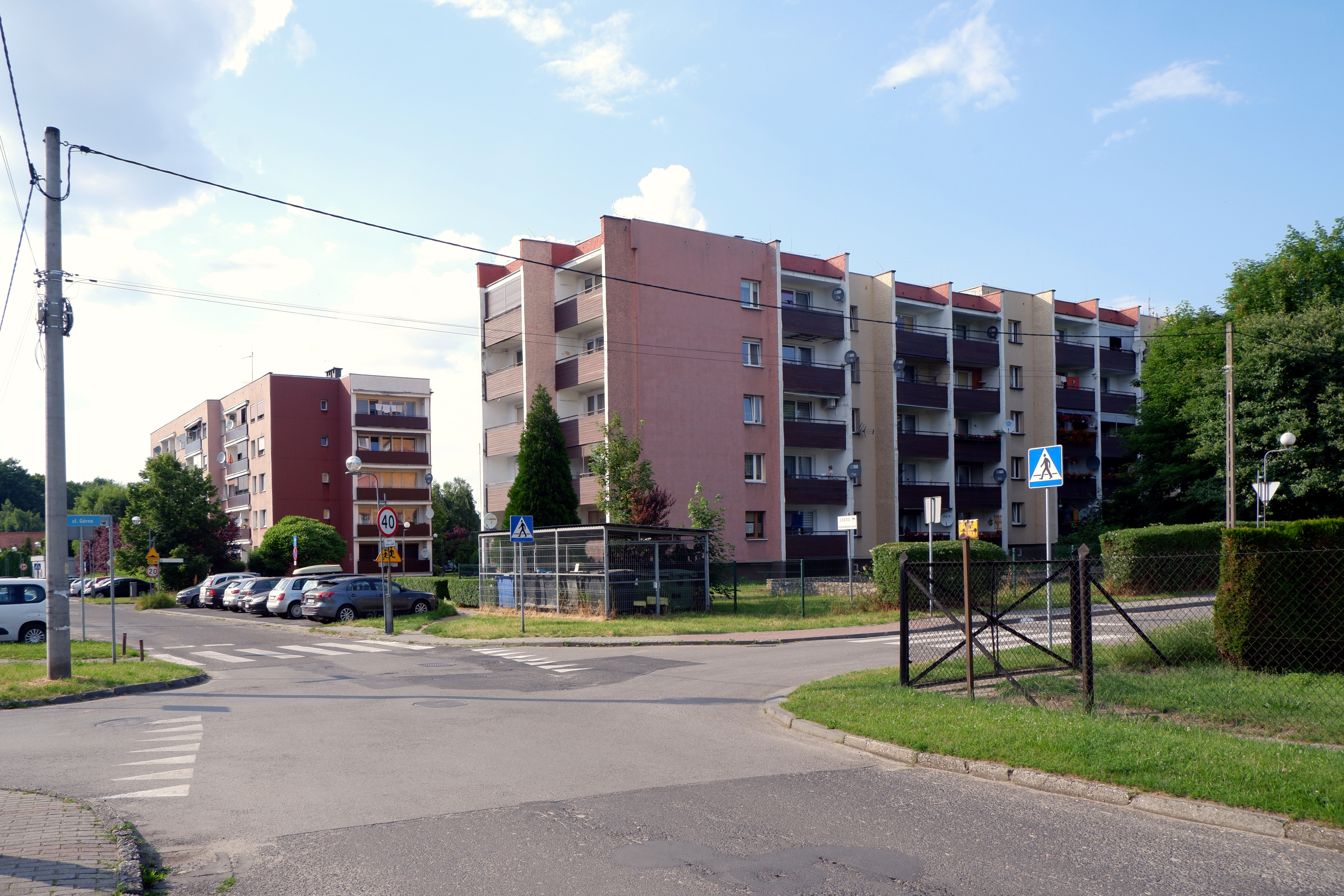
Osiedle Piastów

Głównym podmiotem gospodarczym na terenie miasta są Zakłady Koksownicze „Zdzieszowice” Sp. z o.o. w których pracuje znaczna część zdzieszowiczan. Ponadto w mieście istnieją firmy takie jak: ZK REM sp. z o.o., Trans-Koks sp. z o.o., P.U.H. HYDROMIL Sp.j Gminna Spółdzielnia „Samopomoc Chłopska”.
Na terenie miasta Zdzieszowice istnieje ponad 400 podmiotów gospodarczych. Istnieje poczta, komisariat policji, hurtownie, sklepy i punkty serwisowe, serwisy samochodowe, stacje benzynowe, stacje obsługi samochodów. Oprócz tego w mieście istnieje Fabryka Opakowań z tworzyw sztucznych – NORDFOLIEN, firma Wakro – specjalizująca się wykonawstwem i montażem urządzeń do transportu i magazynowania materiałów sypkich oraz firma MTB – zaprawy budowlane (grupa Kreisel) specjalizująca się w produkcji suchych zapraw i klejów budowlanych.
Jan Styra hodowca dyń ze Zdzieszowic od 2007 do 2011, co roku bił kolejne rekordy w hodowli gigantycznych dyń. Największy okaz z 2011 roku ważył 580,5 kg i zajął czwarte miejsce na Dyniowych Mistrzostwach Europy w niemieckim Ludwigsburgu

## Sport
W Zdzieszowicach istnieje stadion miejski, pełnowymiarowa hala sportowa, basen kąpielowy, mini-skatepark, ścianka wspinaczkowa. Działalność sportową prowadzi kluby i stowarzyszenia sportowe:
- Hutniczy Klub Sportowy „Ruch” – prowadzący sekcję piłki nożnej, piłki ręcznej kobiet, piłki siatkowej mężczyzn
- Miejski Międzyszkolny Klub Sportowy – prowadzący sekcje pływacką i koszykówki
- LUKS „Azymek” Zdzieszowice
- UKS „Lotna” Zdzieszowice
- Lekkoatletyczny Klub Sportowy „Centrum”
- Stowarzyszenie Wychowania przez Sport i Rekreację „Koksownik”
- Klub Turystyki Niekonwencjonalnej „Kuźnia” – prowadzący sekcję wspinaczkową.

## Kultura
Animatorem życia kulturalnego w Zdzieszowicach jest Miejsko-Gminny Ośrodek Kultury, Sportu i Rekreacji. Organizuje on wiele imprez kulturalno-rozrywkowych w mieście i okolicy. Na terenie Zdzieszowic działa również Miejsko-Gminna Biblioteka Publiczna, która posiada w swoich zbiorach ponad 80 tys. woluminów. Oprócz tego w mieście działają trzy kluby osiedlowe. Istniejące w mieście kino „Odrodzenie” zawiesiło swoją działalność ze względu na brak cyfrowego projektora.

## Edukacja

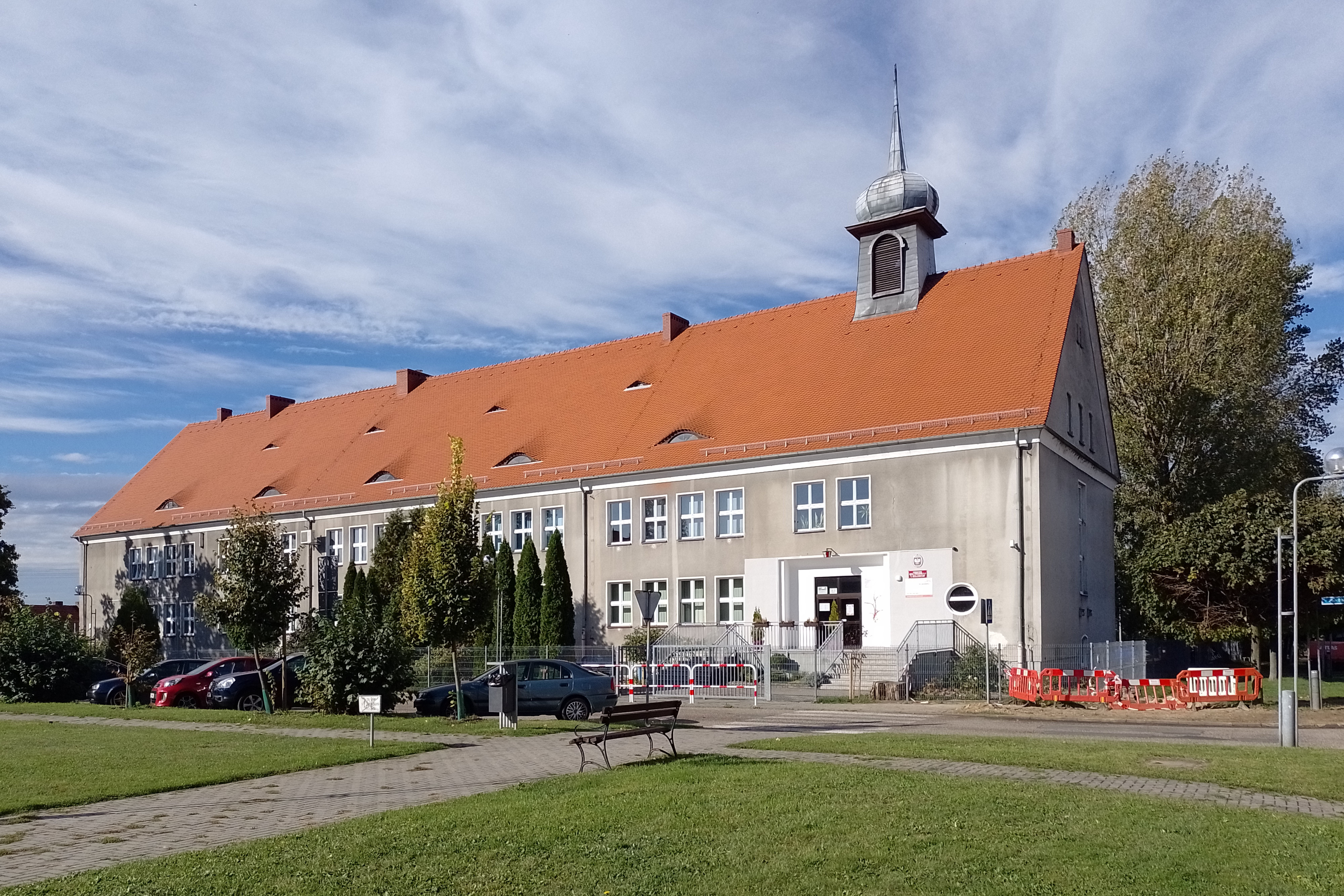
Szkoła Podstawowa nr 2 na Starym Osiedlu (budynek wzniesiony w latach 1940–1944)

W mieście istnieją 3 szkoły podstawowe, Zespół Szkół im. Jana Pawła II oraz żłobek i przedszkola samorządowe.

## Wspólnoty wyznaniowe

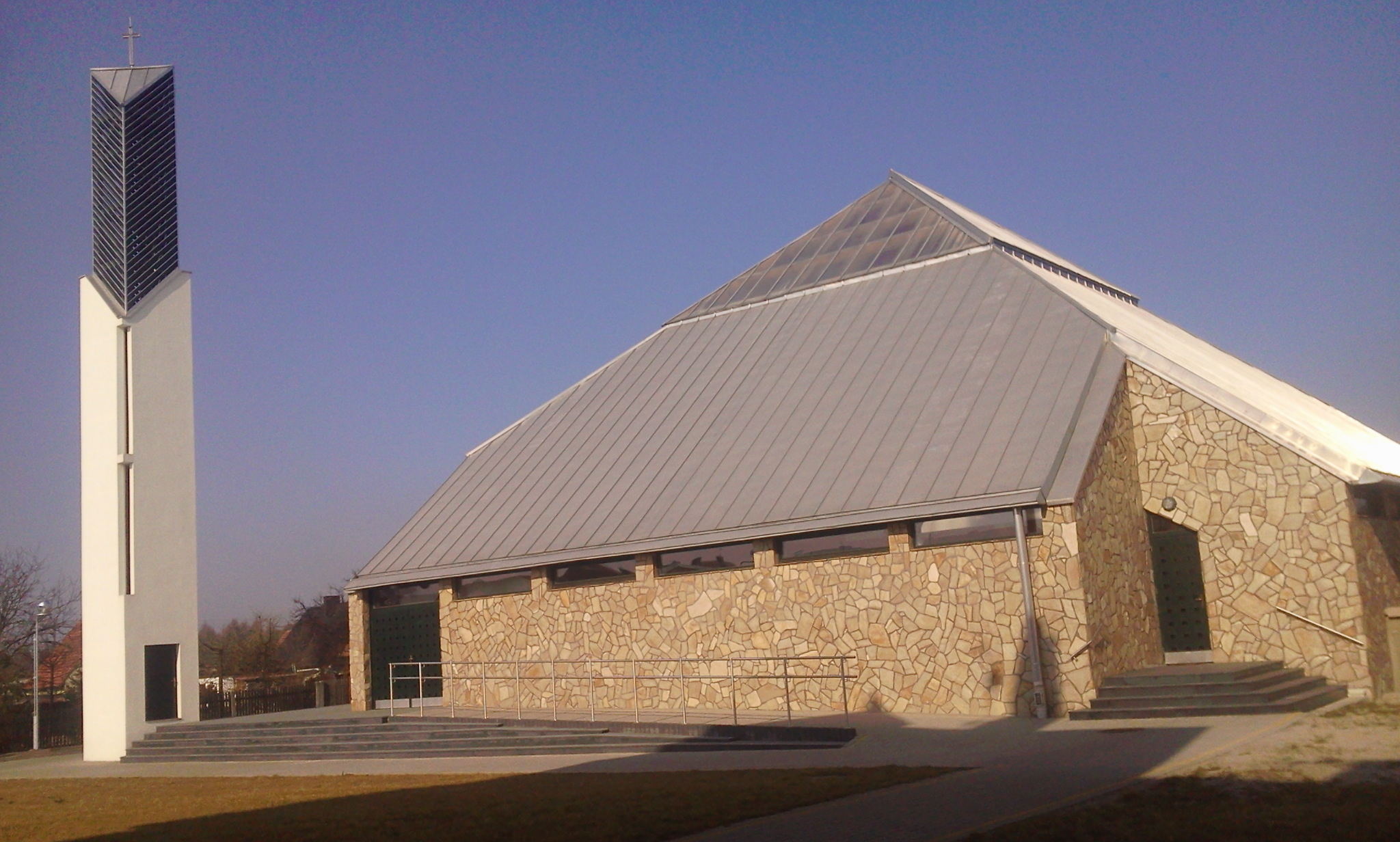
Kościół parafialny pw. św. Ojca Pio

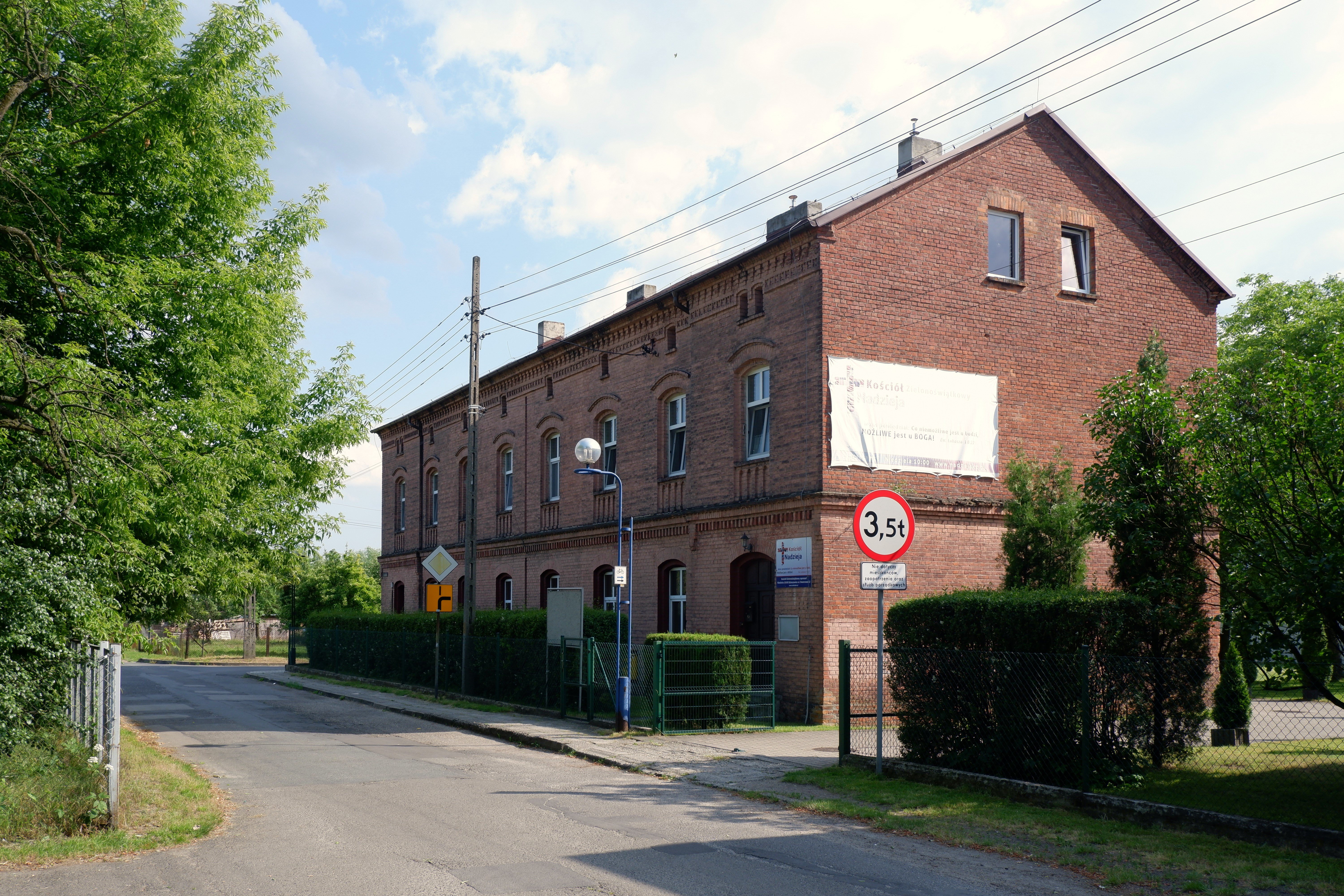
Siedziba zboru zielonoświątkowego

Na terenie miasta działalność religijną prowadzą następujące związki wyznaniowe:
- Kościół rzymskokatolicki:
  - parafia św. Antoniego, ul. Pokoju 1
  - parafia św. Ojca Pio, ul. Słowackiego 1
- Kościół Zielonoświątkowy:
  - Zbór „Nadzieja”, ul. Dworcowa 12[22][23]
- Świadkowie Jehowy:
  - zbór Zdzieszowice (Sala Królestwa ul. Sienkiewicza 30)[24]

## Współpraca międzynarodowa
Miasta i gminy partnerskie:
- Malanów (Polska),
- Bohumin (Czechy),
- Ludwigsfelde (Niemcy)[25]